# USS Connecticut (SSN-22)
USS Connecticut (SSN-22) – amerykański okręt podwodny o napędzie atomowym, druga jednostka typu Seawolf. Jest to piąty okręt w historii US Navy noszący imię stanu Connecticut. 

## Historia
Zamówienie na drugą jednostkę typu Seawolf zostało złożone w stoczni Electric Boat 3 maja 1991. Stępkę pod budowę okrętu położono 14 września 1992. Wodowanie miało miejsce 1 września 1997, wejście do służby 11 grudnia 1998. Matką chrzestną okrętu została żona gubernatora stanu Connecticut.

## Służba

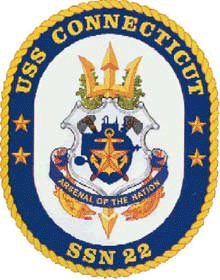
Godło USS "Connecticut" (SSN-22)

Pierwszy rok służby upłynął na integrowaniu i zgrywaniu ze sobą systemów uzbrojenia i wyposażenia  okrętu. W tym czasie brał udział w ćwiczeniach podczas których symulował okręt nieprzyjaciele, uczestniczył w misjach na płytkich wodach, a także uczestniczył w ćwiczeniach z wykorzystaniem sił ZOP.
W kwietniu 2003 okręt wynurzył się przebijając pokrywę lodową w pobliżu amerykańskiej stacji badawczej w rejonie Arktyki. Wystająca spod lodu część steru okrętu stała się obiektem zainteresowania niedźwiedzia polarnego. Całe zdarzenie zarejestrowała kamera peryskopu okrętu.
W marcu 2004 w ramach misji związanej z wojną z terroryzmem "Connecticut" dołączył do grupy okrętów, której trzon stanowił okręt desantowy USS "Wasp". 2 września okręt powrócił do bazy w New London. Przez kolejne 3 lata okręt większość czasu spędził w porcie gdzie dokonywano na nim prac remontowych.
Na początku 2007 okręt przeniesiono do bazy Kitsap w stanie Waszyngton co było częścią programu US Navy mającego na celu przeniesienia 60 procent okrętów podwodnych do baz leżących w rejonie Pacyfiku.
2 października 2021 roku okręt uszkodził dziób i sonar w zderzeniu z podmorską skałą nieoznakowaną na mapie, po czym po prowizorycznych naprawach na Guam, 12 grudnia przybył płynąc na powierzchni do San Diego, a następnie do stoczni Puget Sound w celu remontu. Na skutek wypadku usunięci zostali ze stanowisk: dowódca okrętu, pierwszy oficer i pierwszy bosman. 